# منتخب الولايات المتحدة لكرة السلة 3x3 للسيدات
منتخب الولايات المتحدة لكرة السلة 3x3 للسيدات هُو مُنتخب الولايات المتحدة الوطني في رياضة كرة السلة 3×3 للسيدات. حاز المُنتخب على الميدالية الذهبية خلال مُشاركته في دورة الألعاب الأولمبية الصيفية 2020 في طوكيو.

## الألعاب الأولمبية
| السنة      | النتيجة النهائية  | المُباريات الملعوبة | فوز | خسارة |
| ---------- | ----------------- | ------------------ | --- | ----- |
| طوكيو 2020 | الميدالية الذهبية | 9                  | 8   | 1     |
| المجموع    | 1/1               | 9                  | 8   | 1     |

## وصلات خارجية
- الموقع الرسمي